# Zrub, Nijîn
Zrub (în ucraineană Зруб) este un sat în comuna Kukșîn din raionul Nijîn, regiunea Cernihiv, Ucraina.

## Demografie
Componența lingvistică a localității Zrub
     Ucraineană (95,54%)
     Rusă (4,46%)
Conform recensământului din 2001, majoritatea populației localității Zrub era vorbitoare de ucraineană (95,54%), existând în minoritate și vorbitori de rusă (4,46%).